# 江青
江青（1914年3月5日—1991年5月14日），本名李雲鶴，乳名進孩、淑蒙，原藝名藍蘋，笔名峻岭，山東诸城人，中华人民共和国演员、文艺理论家及政治人物，原副国级领导人。江青是毛泽东的第四任妻子（毛为其第三任丈夫），也是“文化大革命”期間中国共产党的主要領導人之一，位居政治團體“四人幫”之首。
江青年輕時，從事戏剧和电影表演；1933年加入中国共产党，1938年去延安，後與中共領導人毛澤東結婚。1960年代的文化大革命期間在毛泽东的默许下，開始活躍於中华人民共和国政治舞臺，歷任中共第九届，第十届中央委员，中央政治局委员，並与姚文元、王洪文、张春桥並称“四人帮”。1976年在毛澤東病逝後被抓扣审查，1977年7月被开除党籍。1981年被公审判处死刑缓期二年执行，后减为无期徒刑，保外就医期间于1991年5月14日自殺身亡。

## 生平

### 诸城时期
江青，1914年3月5日出生于山東省諸城縣东关街，取名“淑蒙”或“进孩”。父亲李德文在县城开木匠铺，母亲李栾氏是李德文的二房，曾为后来中共特工领导人之一康生家作帮佣，兩家住得不遠，江青每天上下學都要路過康生家門口。1921年夏，入小学时，取学名“云鹤”。1926年因与向老師吐口水，被学校开除。同年，父亲李德文病故，母亲带她到天津投奔姐夫王克铭（奉军军官）。曾在天津英美烟草公司烟厂当了三个月的童工。

### 济南时期

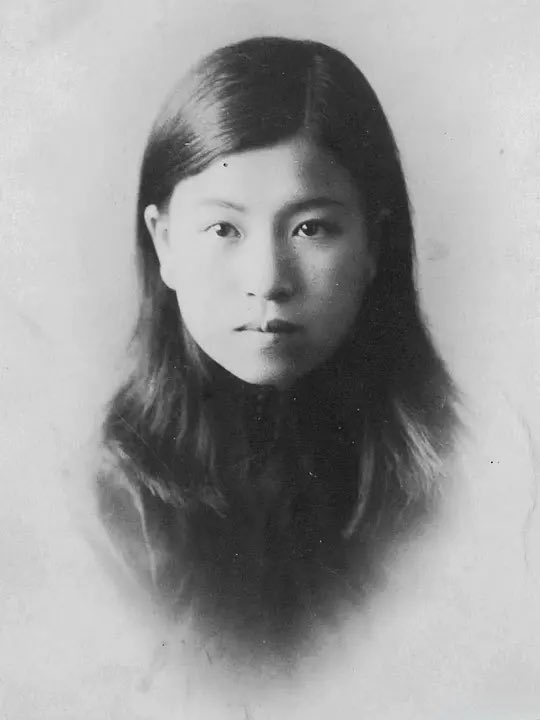
17岁的李云鹤(摄于1931年)

1928年王克铭随奉军溃退，李云鹤母女去济南投奔堂叔李子明，住在城内按察司街27号。1929年夏，15岁的李云鹤考入赵太侔任校长的山东省立实验剧院學習；與陳宗娥相識。中原大戰爆發，1931年初随该校老师王泊生组织的晦鸣剧社前往北京演出與王泊生同台，在華樂戲院合演過《玉堂春》和《打金磚》。5月返回济南，嫁给济南富家子弟裴明伦。7月，与裴明伦离婚，到青岛投奔赵太侔。

### 青岛时期
1931年7月，趙太侔時任國立山東大學校長，李云鹤因為沒有收入向他求助，他回信邀請李雲鶴到山大勤工儉學，在国立青岛大学图书馆工作（当时梁实秋为馆长），并通过赵太侔的妻子俞珊结识了她的弟弟俞启威（黄敬）。俞比李云鹤大三岁，是大学生物系学生、共产党地下宣传部长。1932年，18岁的李云鹤与俞同居。开始进入“共产主义文化阵线”的圈子，演过《放下你的鞭子》一类的戏。1933年2月李云鹤由俞启威介绍，在青岛一个码头仓库宣誓加入中国共产党，被任命为中国共产党青年支部委员。同年7月俞启威被捕，李云鹤逃往俞的老家上海。

### 上海时期

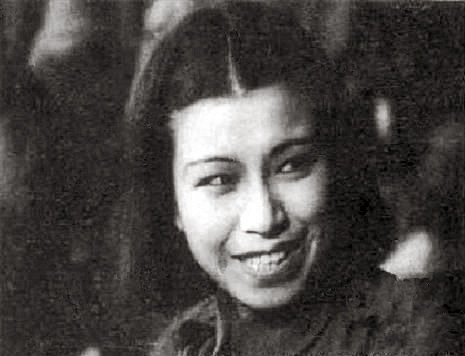
「蓝苹」時代（1935年）

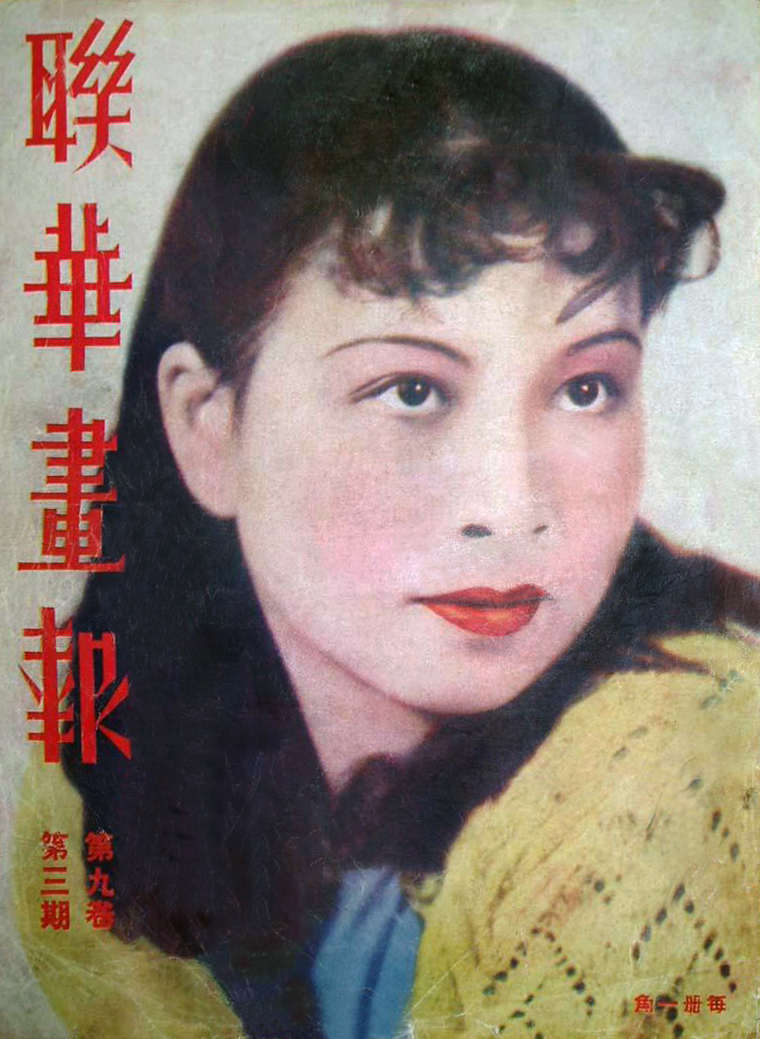
1935年电影杂志封面的蓝苹

李云鹤抵达上海之后，因俞家不肯承认她，只好投奔在济南学戏时候的老同学魏鹤龄。魏介绍她认识田汉。1933年5月，由田汉之弟田沅介绍，到上海大夏大学旁听。7月，由田汉等介绍，到陶行知所办晨更工学团工作，化名李鹤（张淑贞），在沪西郊区北新泾镇店员识字班当教员。10月，重新参加共青团，加入左翼教联。同时参加业余剧团的话剧演出。
1934年9月，她在上海曹家渡被捕入狱，同年12月被释放。然后去了北平与已释放的俞启威同居。
1935年3月，回到上海，进入电通影业公司，改名“藍蘋”。6月，藍蘋因主演话剧《娜拉》受到好评。随后在《自由神》及《都市风光》两部电影中担任配角。9月，与影评人唐纳同居。1935年到1937年，藍蘋一直是青年婦女俱樂部的會員。該組織是陳波兒、吳佩蘭、郁風在中共地下黨的領導下成立的。
1936年4月，藍蘋与唐纳结婚，在杭州六和塔下参加集体婚礼。但婚后不久因她仍与俞启威保持联系发生婚变，7月唐纳在济南自杀未遂。
回沪后，藍蘋加入联华影业公司，参加演出费穆导演的影片《狼山喋血记》，扮演片中刘三嫂。
1937年2月，主演的话剧《大雷雨》（章泯导演）公演。并主演蔡楚生导演的影片《王老五》。1937年6月1日至6月2日，上海《大公報》發佈“唐納藍蘋婚變”信息，並刊載藍蘋自白長文，同時藍蘋与导演章泯同居，同时被联华影业公司解聘。

### 延安时期

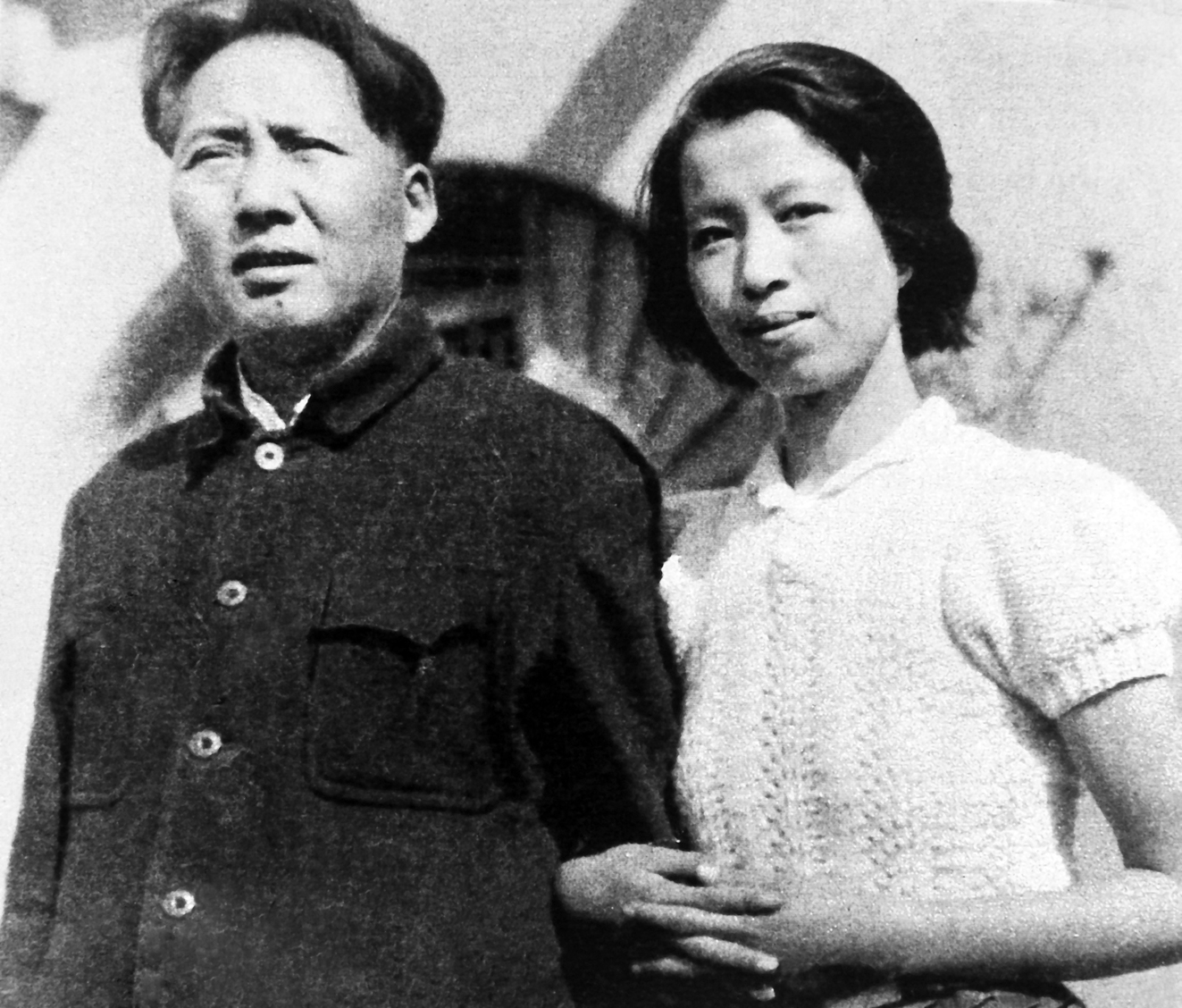
与毛泽东结婚（1940年代延安）

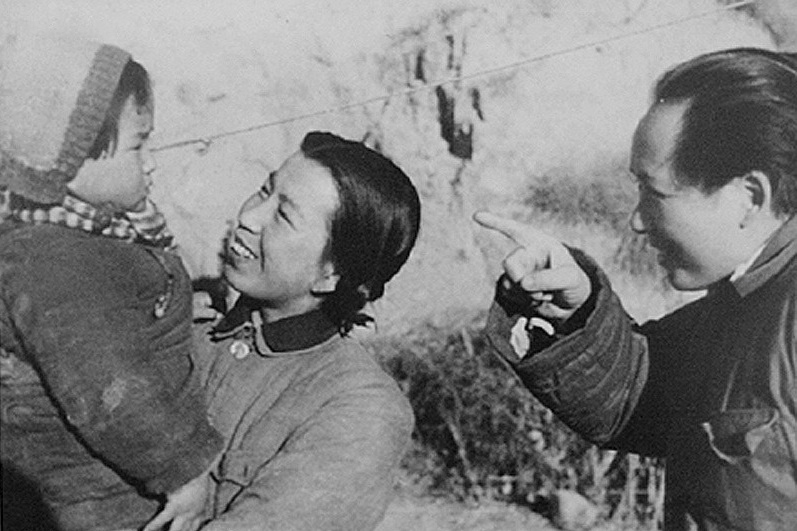
李讷、江青与毛泽东在延安

1937年7月中旬，“七七事变”爆发不久，藍蘋离开上海，经武汉抵达西安；8月，她途徑洛川停留的這天，正值毛澤東來開洛川會議。李鶴與蕭勁光、朱仲芷夫婦在戶外交談，路遇毛澤東的機要祕書葉子龍。次日，毛澤東乘車回延安，坐卡車前頭的駕駛座，李雲鶴則坐在後車廂中，二人同車進入延安。到达延安後，在「西北旅社」暫住，登記姓名時，將名字改為江青，意為「青出於藍勝於藍」，任职于中共中央宣传部的郭潜是藍蘋到达延安之后首先接触的人，受理藍蘋的恢复党籍申请。江青申请恢复党籍时，与朱光关系密切。从外部到达延安的人，需要住在“招待所”里不准出门接受审查，藍蘋与毛泽东“结婚”后改名为江青。11月入抗日军政大学（马列学院）学习。
1938年4月10日，鲁迅艺术学院在延安成立，江青担任戏剧系指导员，演出话剧《被糟踏了的人》、《锁在柜子裏》。8月改演京剧《打渔杀家》得到肯定，随即调任军委办公室秘书，在毛泽东身边工作，照顾毛泽东起居（毛泽东当时的妻子贺子珍正在蘇聯“长期养病”）。1938年11月20日，经过中共中央批准（一说为中共中央政治局未同意），江青与毛泽东结婚。1940年8月初，在延安中央医院生下一个女儿李讷，随江青本姓。

### 北京时期

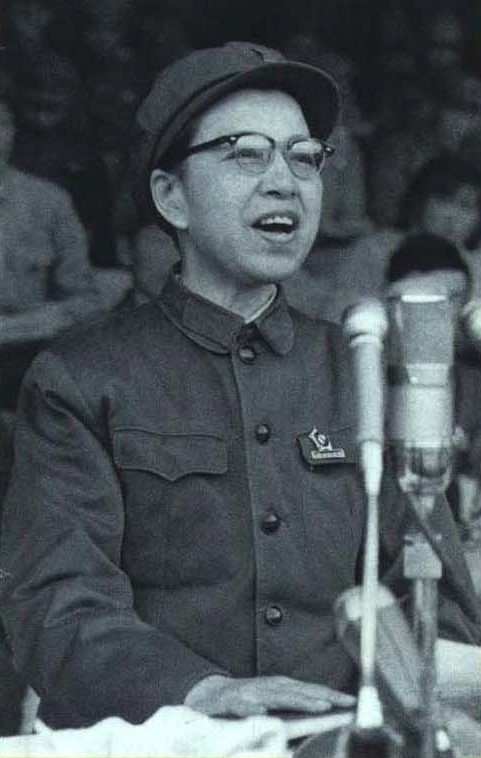
江青在北京市革命委员会成立大会上发表讲话（摄于1967年）

1949年10月，中华人民共和国成立以后，江青成为中华人民共和国的“第一夫人”。担任中共中央宣传部电影处处长、文化部电影事业指导委员会委员。1950年曾主导对武训的调查并推动了对电影《武训传》的批判。1949年4月初至1956年，江青四度前往蘇聯治病。
1966年“文化大革命”正式开始后，她任中央文化革命小组第一副组长、全军文革小组顾问，入住钓鱼台国宾馆。江青号召红卫兵学生打倒了一大批政治人物和社会名流，其中包括当时的国家主席刘少奇以及中央书记处负责人邓小平。1967年，江青在讲话中赞扬了“文攻武卫”这个口号，成为此后全国群众之间进行武斗的理论依据。1967年7月21日，江青在接见河南代表时讲话中说：“当挑起武斗的一小撮人，他们拿起武器打你们的时候，革命群众可以拿起武器自卫，在双方达成停止武斗的协议以后，他们仍然不把武器收起来的话，你们自卫的武器不能放下！我记得好象就是河南一个革命组织提出这样的口号，叫做“文攻武卫”，这个口号是对的。”
江青是毛泽东晚年时代的中国最有影响力的政治人物之一。1969年中共九大上，江青进入中共中央政治局。江青在文革小组的权力，甚至可以用中共中央、国务院、中央军委、中央文革小组名义联名颁发文件。1971年九一三事件后，她与张春桥、姚文元、王洪文结成联盟，即后来被中共所批判的“四人帮”，与周恩来和复出的邓小平有权力斗争。1974年2月江青借題發揮製造「蝸牛事件」，導致中國滯後五年引進彩電生產線，直接損失約七億元人民幣。9月借題發揮製造「风庆轮事件」，批判洋奴哲学和卖国主义路线。

### 失势及审判
1976年9月9日，毛泽东逝世。1976年10月6日，华国锋、叶剑英和汪东兴等開始行動，将江青、张春桥、王洪文、姚文元和毛远新（毛泽东的侄子）等人逮捕。中央警卫局局长汪东兴表示“谁跟四人帮走我就抓谁”，北京卫戍区司令员吴忠表示效忠华国锋，北京军区司令员受中共中央第一副主席兼国务院总理华国锋之命“全权负责北京安全”，意即可以调动北京军区的所有武装力量镇压任何反对者，终于使其他中央委员认可了其合法性。江青被捕之后，被关押在中南海某处地下室。1977年4月10日凌晨，转移到秦城监狱，被换上囚衣。1977年7月，中共十届三中全会决定，江青被永远开除党籍。1980年11月20日开始，中华人民共和国最高人民法院特别法庭公审了四人帮和林彪集团的主要成员。江青在受审时质问：“这可以有你们说的大量事实，都是鸡蛋里头拣骨头，拣来拣去，说是抄谁的家打了我的旗号……是你们告诉我我才知道的！通过丑化我，丑化毛泽东主席，丑化亿万人民参加的无产阶级文化大革命。我，毛泽东主席的妻子，三十八年整了，认识还不止！共患难了！战争的时候唯一留在前方追随毛泽东主席的，只有我一个女同志，你们（指特别法庭的工作人员）躲到哪儿去了？”并称：“我就是毛主席的一条狗。为了毛主席，我不怕你们打。”

1980年江青受审

1981年1月25日，特别法庭宣告江青被判处死刑、缓期两年执行，随后江青大喊“革命无罪”表示抗议，但被伍修权命令法务人员押解出庭:308。两年后，最高人民法院刑事審判庭将对江青原判的死緩，減為無期徒刑，但原判處剝奪政治權利終身不變。1984年5月4日獲准保外就醫，但没有离开秦城监狱，只是在监狱内换了一个地方。1984年9月，江青因请求拜谒毛主席纪念堂被拒绝，於是把一根筷子插进喉咙，但被人發現後搶救過來。
1991年3月15日，江青發高燒，並前往公安医院就醫，化名“李润青”。清明节時，她要求前往毛主席纪念堂，同时要求允许李讷带一卷白纸到公安医院来，她可以给毛做一个花圈。但她的这两项要求遭到了拒绝。

### 自杀及后事
1991年5月13日，江青在一张人民日报的头版一个位置上写上「历史上值得纪念的一天」（1966年5月13日，江青被任命为文化大革命领导小组负责人），随后又写道：“主席，我爱你！您的学生和战士来看您来了。江青字”，这是她生前留下可查证的最后的话。5月14日凌晨，江青用积攒的安眠药自杀（一说自缢）:312。关于自杀地点，新华社在江自杀三周后（6月4日）发表的简短电讯中称她“在北京的居住地自杀身亡”。秦城监狱前监管处处长何殿奎曾经表示过“江青至死没有离开过秦城监狱”，她保外就医之后的实际居住地就是秦城监狱内的原来的“战犯洗衣房”。
日本《周刊文春》刊登了据称是江青的绝命书，其中写着：“毛主席领导人民经过二十多年打倒国民党反动派，取得革命胜利。现在被邓小平、彭真、杨尚昆一伙反革命修正主义吞并了领导权。主席除刘未除邓，后患无穷，国祸民殃。主席，你的学生和战友来见你了！”
江青的遗体进行尸检后被送到中国人民解放军总医院太平间封存，并化名“李梓”。1991年5月24日，在武装押运下取走，并在八宝山火化。
据江青秘书杨银禄回忆，江青曾有遗嘱望死后葬回老家山东诸城。女儿李讷则认为不宜下葬在诸城，“恨江青的人还很多，放在那里，又不能去守墓，如果被砸，子女岂不更为不孝”。最后，李讷提议将江青骨灰葬于北京，被批准。2002年3月，骨灰下葬在北京西郊福田公墓，碑文上写“先母李云鹤之墓，一九一四年至一九九一年，女儿、女婿、外孙敬立。”

## 個人生活
晚年的江青生活上十分挑剔。例如吃药的时间一定要和自己的手表对上，时间不对就将药吐出来。但据她的护士说，她并不是那种乱發脾气的人。
江青被捕后，她身边放着毛泽东的手迹，衣服上别着毛泽东的像章，床头上放着一张与毛泽东在中南海晨起散步的照片。每天清晨背诵主席的诗词，或阅读《毛泽东选集》。

## 影響
江青能模仿毛泽东的字迹“毛体”，她写的字曾被人当作毛泽东手稿展出。
1974年，江青让文化部的人仿照中国古代唐、宋、元时期的妇女服饰优点，给全中国女性设计了一种连衣裙，带有左右对称的V字领（与汉服的y字领稍有不同），被戏称为“尼姑服”，指令女干部带头穿，想要最后推广到广大中国妇女都要穿这种衣服，但江青服最终在江青被打倒后迅速消失。
从1961年起，江青以李云鹤和李进的笔名發表的多幅风景摄影作品连续入选四届国家影展，是每届国展单人入选作品最多的摄影家之一。在摄影的用光上，江青推崇逆光和侧逆光，在视觉的表达上，江青推行“高、大、全”，这些攝影语言语法对中國大陸的摄影界有很大的影響。

## 评价
江青赴延安後，上海娛樂雜誌《戲》在1938年元旦特刊中提及此事，並稱江青“平常高談闊論，思想偏激”。1939年她投書《香海畫報》述及旅況，《香海畫報》於1939年5月5日在頭版刊登了介紹她在延安活動的報道，並形容她為“時代的女兒”、“富於革命性的新女性”。
毛泽东1967年曾對江青說：“你这个江青，眼高手低，志大才疏，你眼里只有一个人。”1974年又寫信：“不要多露面；不要批文件；不要由你组阁（当后臺老板）。你积怨甚多，要团结多数。至嘱。人贵有自知之明。又及。”
在文革期间，江青被视为毛泽东革命文艺路线的“旗手”，由此诞生了一些歌颂江青的作品，比如歌舞《毛主席的革命文艺路线胜利万岁》中的歌曲《向江青同志学习》、胡松华作词作曲的《向无产阶级文化大革命的英勇旗手江青致敬》等，同时也有一些与江青有关的宣传画，比如《让社会主义新文艺占领舞台》等。
1967年6月5日，郭沫若在紀念毛澤東《在延安文藝座談會上的講話》25周年討論會上，朗誦一首詩：“親愛的江青同志，你是我們學習的好榜樣。你善於活學活用戰無不勝的毛澤東思想，你奮不顧身地在文化戰線上陷陣衝鋒，使中國舞台充滿了工農兵的英雄形象”。1976年10月21日，郭沫若发表《水调歌头·粉碎四人帮》，提到“还有精生白骨，自比则天武后，铁帚扫而光”。
周恩来：“对待她这样的特殊的人，是要费点脑子的。我的经验就是忍耐两个字，其余的办法是没有用的。”
1976年10月6日，江青被捕，贺子珍对江青倒臺被捕没有作评论，只是对女儿李敏说：“我可以幹点工作了，哪怕只是写写回忆。”
1980年8月，意大利女记者奥里亚娜·法拉奇采访邓小平时问他“对江青你觉得应该怎么评价，给她打多少分”，邓小平说：“零分以下”，“江青这个人坏透了，她本人是打着毛主席的旗帜干坏事的。但毛主席和江青已分居多年。”

## 著作

### 代表作
- 《我与娜拉》（蓝苹），《中国艺坛画报》，1935年9月13日
- 《林彪同志委托江青同志召开的部队文艺工作座谈会纪要》（1966年2曰2-20日）
- 《谈京剧革命——在京剧现代戏观摩演出人员的座谈会上的讲话》，《红旗》1967年第六期
- 《为人民立新功——在军委扩大会议上的讲话》（1967年4月12日）

### 文集
- 《江青文选》1967年12月新湖大革命委员会。收1964.4-1968.2的93篇讲话报告（后4篇为1968年初的，应为增入的）。
- 网络版《江青十年讲话汇编（1966-1976）》大同理想网2005年4月21日第2版。收1966.2-1976.10的160篇讲话报告，并附著作目录和补遗6篇。
- 文革风云丛书01《江青的上海往事——作为艺人的蓝苹》第二篇《蓝苹自白》，收江青（蓝苹）早年文稿15篇，采访录1篇，2015年12月台湾西西弗斯文化出版公司。
- 文革风云丛书02-03《毛泽东的旗手——江青与文革》（上下册），收1950.9-1976.10的江青文稿156篇，存目19篇，2015年12月台湾西西弗斯文化出版公司。

## 紀念
每年清明节都有人在江青位於北京福田公墓的墓前献花篮。2015年清明節有左派到福田公墓祭拜江青墓時遭到数十名保安阻挠，多名祭奠者被警察带到苹果园派出所盘問。
2021年5月14日，有左派團體在北京舉行「李進黨史地位座談會」紀念江青三十周年忌日，毛澤東和江青的女兒李訥疑似參加。

## 荣誉

### 外国勋章奖章
- 柬埔寨王家大十字勋章（柬埔寨，1964年10月5日于北京颁发[37]）

## 演出作品
- 《自由神》（1935年）飾余月英
- 《都市风光》（1935年）飾女友
- 《王老五》（1937年）飾李姑娘

## 影視形象
- 1976年，台灣電視劇《寒流》（姚小璋飾演江青）
- 1993年，電視劇《中国出了个毛泽东》（周力执导）
- 2009年，電影《建國大業》
- 2009年，電影《Mao's Last Dancer》（澳大利亚製片，岳秀清飾演江青）
- 2009年，電視劇《解放》[38]
- 2013年，電視劇《毛泽东》

## 相关文艺作品
- 维特克 的 《红都女皇》
- 美籍华人閔安琪著有历史小说《成为毛夫人（英语：Becoming Madame Mao）》（2001）
- 美籍华人盛宗亮创作歌剧《毛夫人》[39]。